# Andreas Lutz (Ruderer)
Andreas Lutz (* 1970) ist ein ehemaliger deutscher Ruderer.
Lutz startete ab 1987 als leichter Skuller für den Mainzer Ruder-Verein von 1878 auf Ruderregatten. 1992 gewann er beim Nations Cup gemeinsam mit Matthias Bommer, Herbert Vogt und Ingo Euler die Goldmedaille im leichten Doppelvierer. In den folgenden Jahren qualifizierte sich Lutz für die deutsche Rudernationalmannschaft der offenen Altersklasse. Bei den Weltmeisterschaften 1993, 1995 und 1996 gewann er jeweils die WM-Silbermedaille im leichten Doppelvierer. Im Jahr 1994 ruderte er im leichten Einer bei den Weltmeisterschaften, konnte jedoch lediglich den zweiten Rang im C-Finale belegen (Gesamtrang 14). Bis ins Jahr 2003 ruderte Lutz weiter für seinen Verein bei Ruderregatten in Deutschland, er kam jedoch nicht mehr international zum Einsatz.